# ليزلي فيلبس
ليزلي فيلبس (24 يناير 1893 - 12 سبتمبر 1972) (بالإنجليزية: Leslie Phelps)‏ هو لاعب كريكت أسترالي.

## وصلات خارجية
- ليزلي فيلبس على موقع إي آس بي آن كريك إنفو (الإنجليزية)